# Helleia bicolor
Helleia bicolor är en fjärilsart som beskrevs av Beuret 1954. Helleia bicolor ingår i släktet Helleia och familjen juvelvingar. Inga underarter finns listade i Catalogue of Life.